# Герке, Пётр Яковлевич
Пётр Яковлевич Герке (29 июня (12 июля) 1904, Велятичи, Борисовский уезд, Минская губерния, Российская империя — 14 мая 1985, Рига, Латвийская ССР, СССР) — советский, белорусский и латвийский гистолог и эмбриолог, врач-хирург, академик АН Латвийской ССР (1951—85), ученик П. А. Мавродиади и С. А. Лебёдкина.

## Биография
Родился Пётр Герке 29 июня (12 июля) 1904 года в Велятичах в семье бухгалтера, уроженца Латвии, выходца из Селии.
До 1913 года учился в приходской школе в Велятичах, с 1913 по 1922 год учился в Минском казённом коммерческом училище, частной гимназии и школе второй ступени.
В 1922 году окончил школу второй ступени и тут же поступил на медицинский факультет БелГУ, который он окончил в 1927 году. В период учёбы увлёкся научными исследованиями: работал препаратором на кафедре гистологии. Сразу после института поступил в аспирантуру на ту же кафедру, 1927-1930. По окончании аспирантуры стал ассистентом кафедры гистологии Белорусского медицинского института, 1930-1934.
С 1934 года доцент кафедры.
В 1935 году выполнил докторскую диссертацию «Развитие желудка млекопитающих» и защитил её, получив учёную степень доктора медицинских наук в 1936 году.
В 1937 году утверждён в ученом звании профессора.
В военные годы, находясь в эвакуации в Краснодарском крае, Астрахани и Казахской ССР, он практиковал как врач-хирург.
В 1944 году он срочно приезжает в Минск из-за того, что здание анатомического корпуса Минского медицинского института было разрушено попаданием снарядов и погибли серии эмбриологических препаратов, реконструкции, модели, зарисовки, и ему приходилось всё собирать заново.
С 1944-го по 1952 год заведовал кафедрой гистологии и эмбриологии, был деканом факультета (до 1950 года), затем заместителем директора института по научной и учебной работе.
В 1951 году он получает должность академика АН Латвийской ССР. В 1952 году решает связать свою жизнь с Ригой, где его назначили директором НИИ экспериментальной и клинической медицины, который возглавлял до 1971 года. С 1971-го по 1985 год заведовал лабораторией морфологии в этом же институте.
Скончался Пётр Герке 14 мая 1985 года в Риге. В 2004 году исполнилось бы 100 лет этому учёному. Было написано несколько книг в память о нём, а Белорусский государственный медицинский университет выпустил подробную биографию.

## Научные работы
Основные научные работы посвящены цитологии. Пётр Яковлевич — автор ряда научных работ по вопросам сравнительной эмбриологии млекопитающих, а также автор учебников по биологии.
Пётр Яковлевич был многолетним директором и ведущим учёным Латвийского института экспериментальной и клинической медицины АН.

## Избранные сочинения
- Герке П. Я. Общая эмбриология человека. Рига.: Изд-во АН Латвийской ССР, 1955—104 с.
- Герке П. Я. Персональный указатель литературы и биографический очерк. Рига: Зинатне, 1974 — 63 с.

## Награды и премии
- орден Трудового Красного Знамени (05.04.1954)
- орден Отечественной войны II степени
- медали
- Почётная грамота Президиума ВС Белорусской ССР
- Почётная грамота Президиума ВС Латвийской ССР

## Семья
Сын Роальд Герке (1934—1994) был врачом-гипнотизёром и путешественником, автором книги «По воде и земле на парусах» (1987).